# Pablo La Parra Pérez
Pablo La Parra Pérez   (Gandia, 1987) és un historiador de l'art valencià i doctor en estudis cinematogràfics per la Universitat de Nova York amb una tesi sobre cinema militant. Des de juliol de 2024 és director de la Filmoteca de Catalunya.

## Trajectòria
Entre 2018 i 2022, La Parra va conceptualitzar i dirigir el projecte «Zinemaldia 70: Todas las historias posibles» impulsat pel Festival Internacional de Cinema de Sant Sebastià i l'Elías Querejeta Zine Eskola i que ha conduït a la recerca, conservació i accessibilitat de l'arxiu del festival. També ha sigut professor i cap del departament de recerca de l'Elías Querejeta Zine Eskola a Sant Sebastià.
La seva tasca l'ha portat a interessar-se per les relacions entre cultura visual, història i política des de diferents punts de vista, sovint en la frontera entre disciplines. En els darrers anys el seu treball acadèmic s'ha centrat en l'anàlisi de les cultures del cinema militant de les dècades del 1960 i 1970.
Ha comissariat i dirigit exposicions i programes públics, com ara l'exposició «El festival ha tenido 24 ediciones. No nos gusta» a Artium, el curs «Arxius Revoltats: treballar amb imatges supervivents» a l'Institut d'Humanitats de Barcelona (juntament amb Enrique Fibla), o el projecte d'investigació artística «Europa, futuro anterior» a la Tabakalera, entre d'altres.